# Tropaeolum hookerianum
Tropaeolum hookerianum är en krasseväxtart. Tropaeolum hookerianum ingår i släktet krassar, och familjen krasseväxter.

## Underarter
Arten delas in i följande underarter:
- T. h. hookerianum
- T. h. pilosum

## Bildgalleri

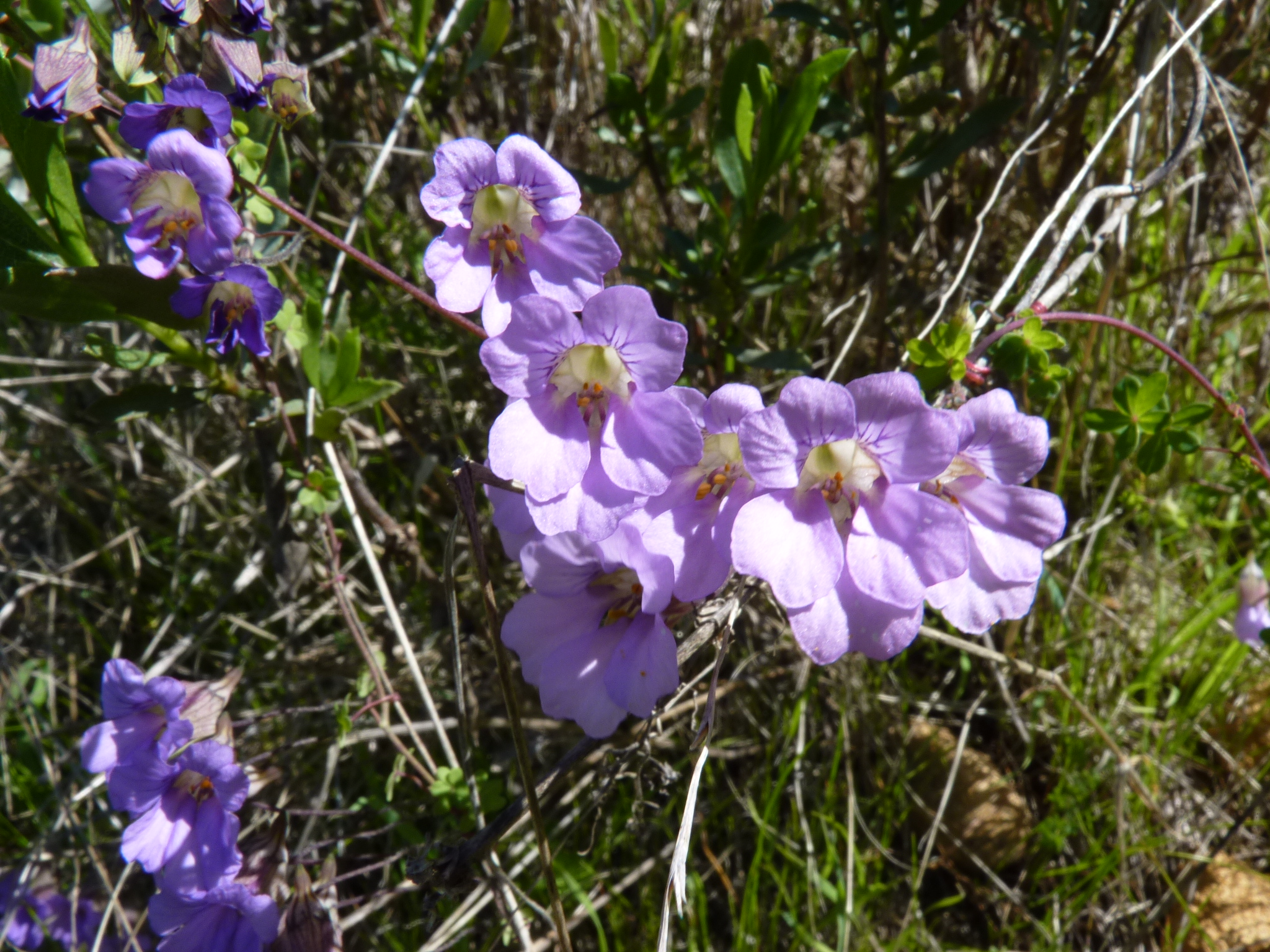
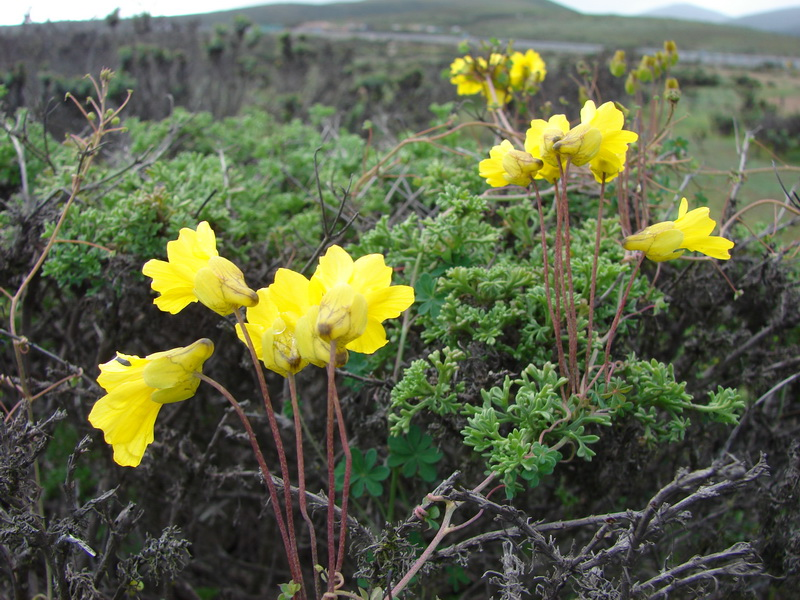
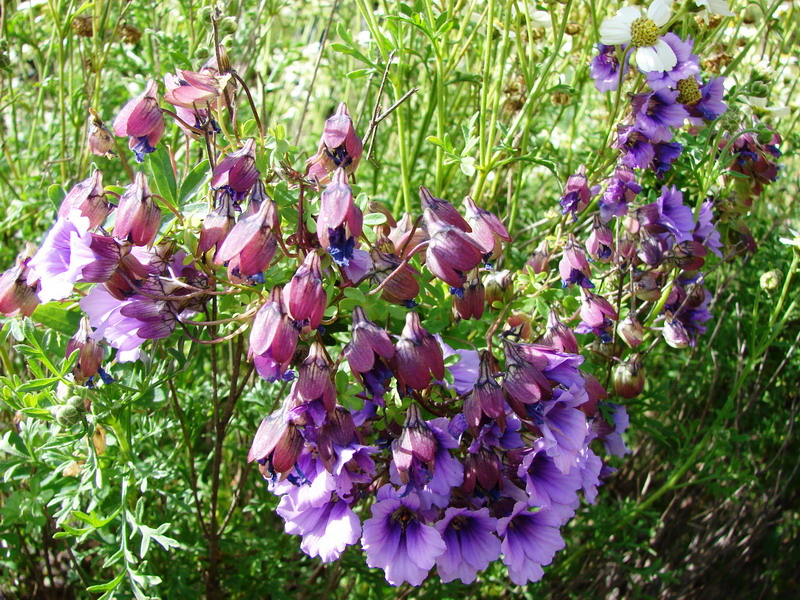
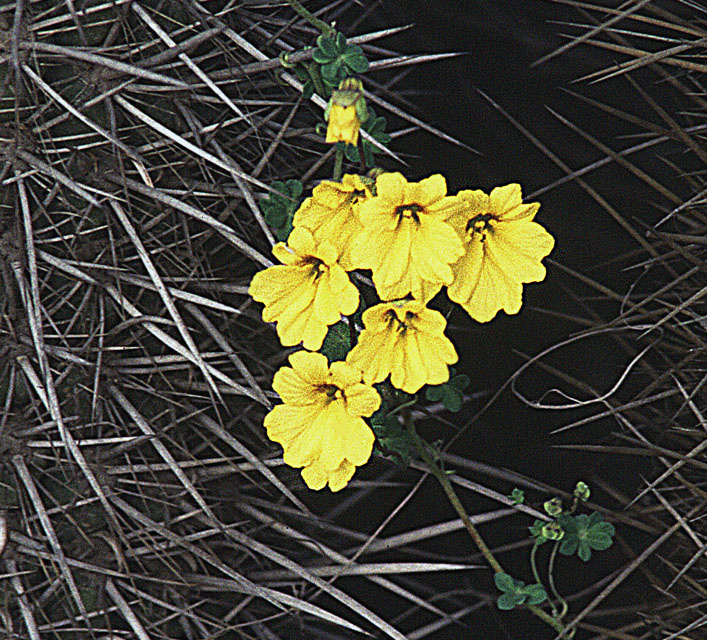